# نجمه (دوحه)
نجمه (به عربی: نجمة) یک منطقهٔ مسکونی در قطر است که در شهرداری دوحه واقع شده‌است. نجمه ۱٫۱ کیلومتر مربع مساحت و ۲۴٬۷۶۳ نفر جمعیت دارد.